# Kimmo Lotvonen
Kimmo Lotvonen, född 11 januari 1976 i Uleåborg, är en finländsk ishockeyspelare. Lotvonen är en spelskicklig back med ett bra skott. I Finland har Lotvonen spelat för Kärpet och Lukko. Både säsongerna 2003/2004 och 2004/2005 blev Lotvonen SM-liiga-mästare med Kärpet. I Sverige har Lotvonen representerat Leksands IF och Timrå IK.